# 97 Bowery
97 Bowery es un edificio tipo loft de cinco pisos en Bowery entre las calles Hester y Grand en los vecindarios del Lower East Side y Chinatown de Manhattan, Nueva York.

## Descripción e historia
El edificio fue diseñado por Peter LP Tostevin en estilo italiano y fue construido en 1869 para John P. Jube & Co., que lo ocupó hasta 1935. El edificio tiene una fachada de hierro fundido de JB & WW Cornell Iron Works, cuyos detalles probablemente se eligieron de un catálogo. Como tal, es típico de la construcción de hierro fundido en las décadas de 1850 y 1860. En el momento de su construcción, Bowery era la principal calle comercial del Lower East Side. Hoy en día, el edificio es un sobreviviente de hierro fundido raro en el área, así como un recordatorio de la importancia del Bowery como centro comercial después de la Guerra de Secesión.
97 Bowery fue designado Monumento de la Ciudad de Nueva York por la Comisión de Preservación de Monumentos de la Ciudad de Nueva York el 14 de septiembre de 2010.